# Гюльзеде
Гюльзеде (нім. Hülsede) — громада в Німеччині, розташована в землі Нижня Саксонія. Входить до складу району Шаумбург. Складова частина об'єднання громад Роденберг.
Площа — 15,86 км2. Населення становить 1046 ос. (станом на 31 грудня 2021).

## Галерея

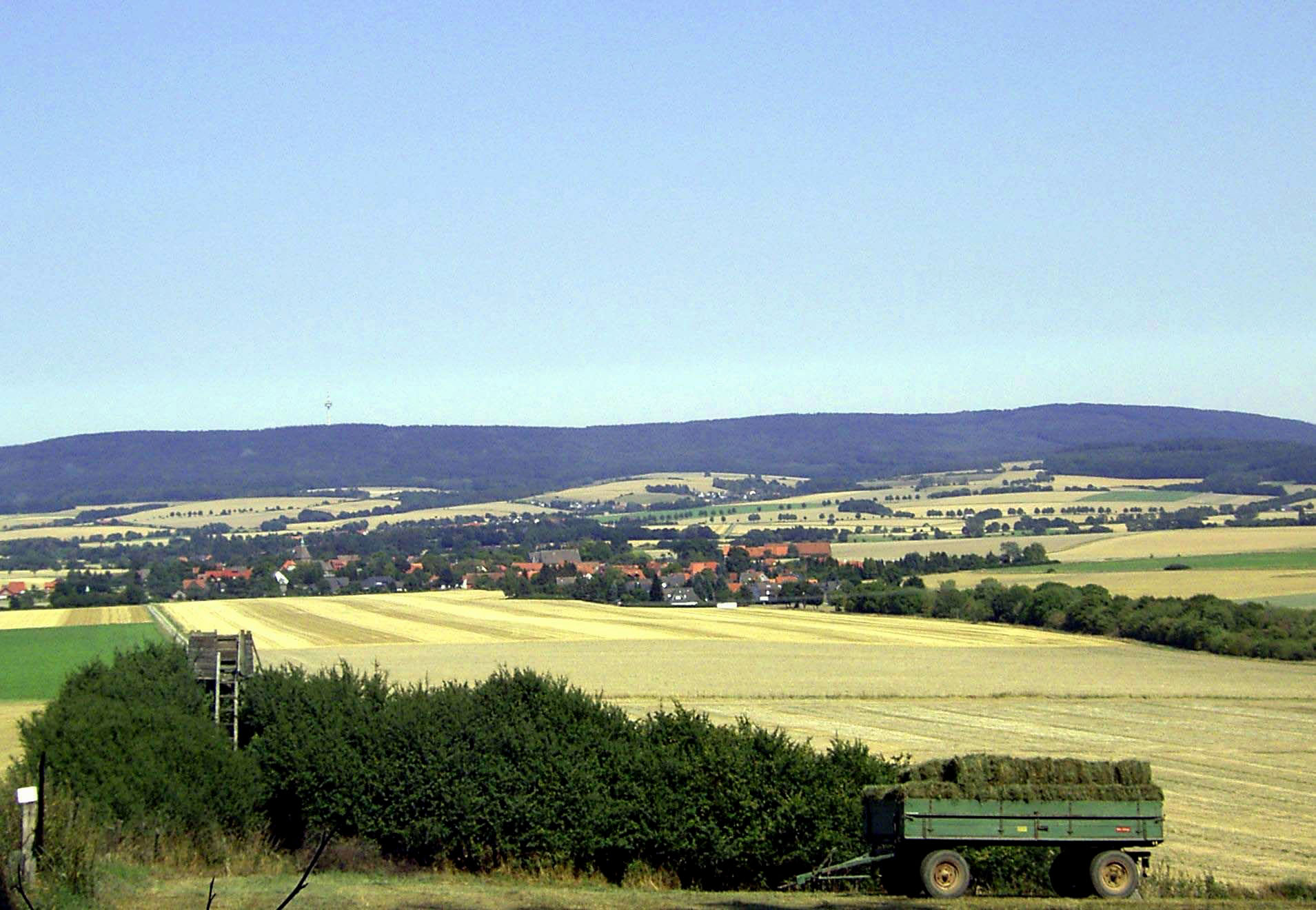
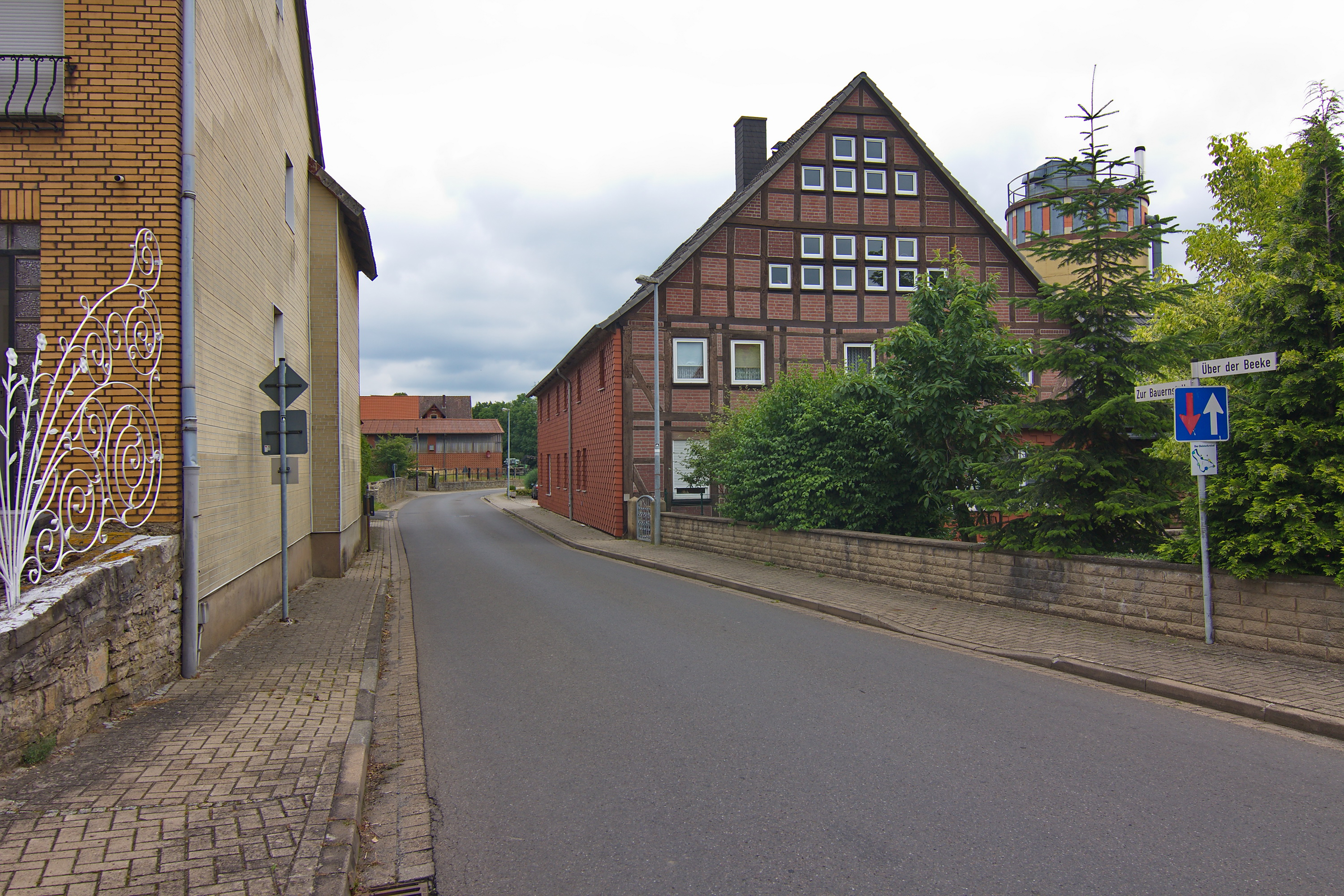
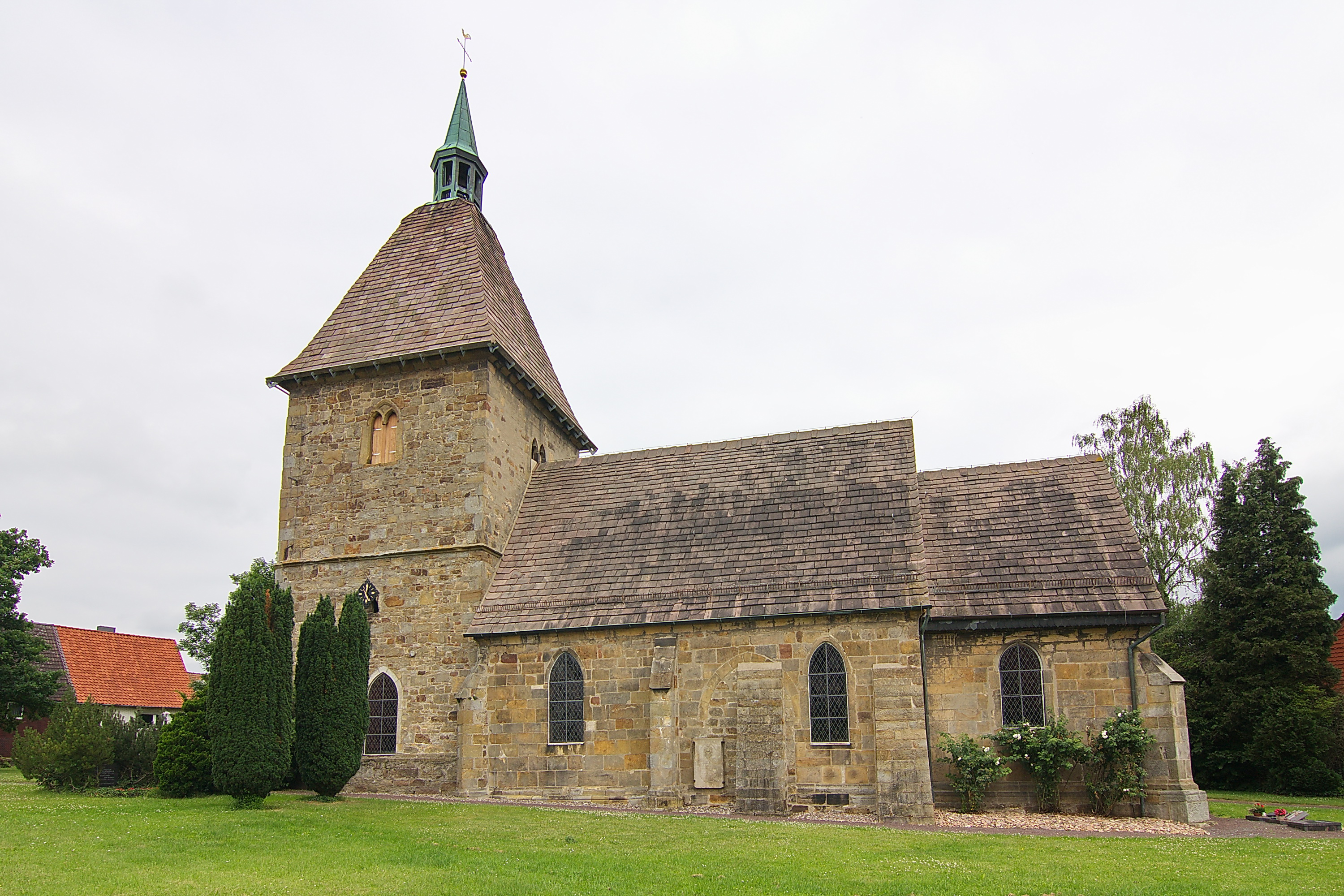
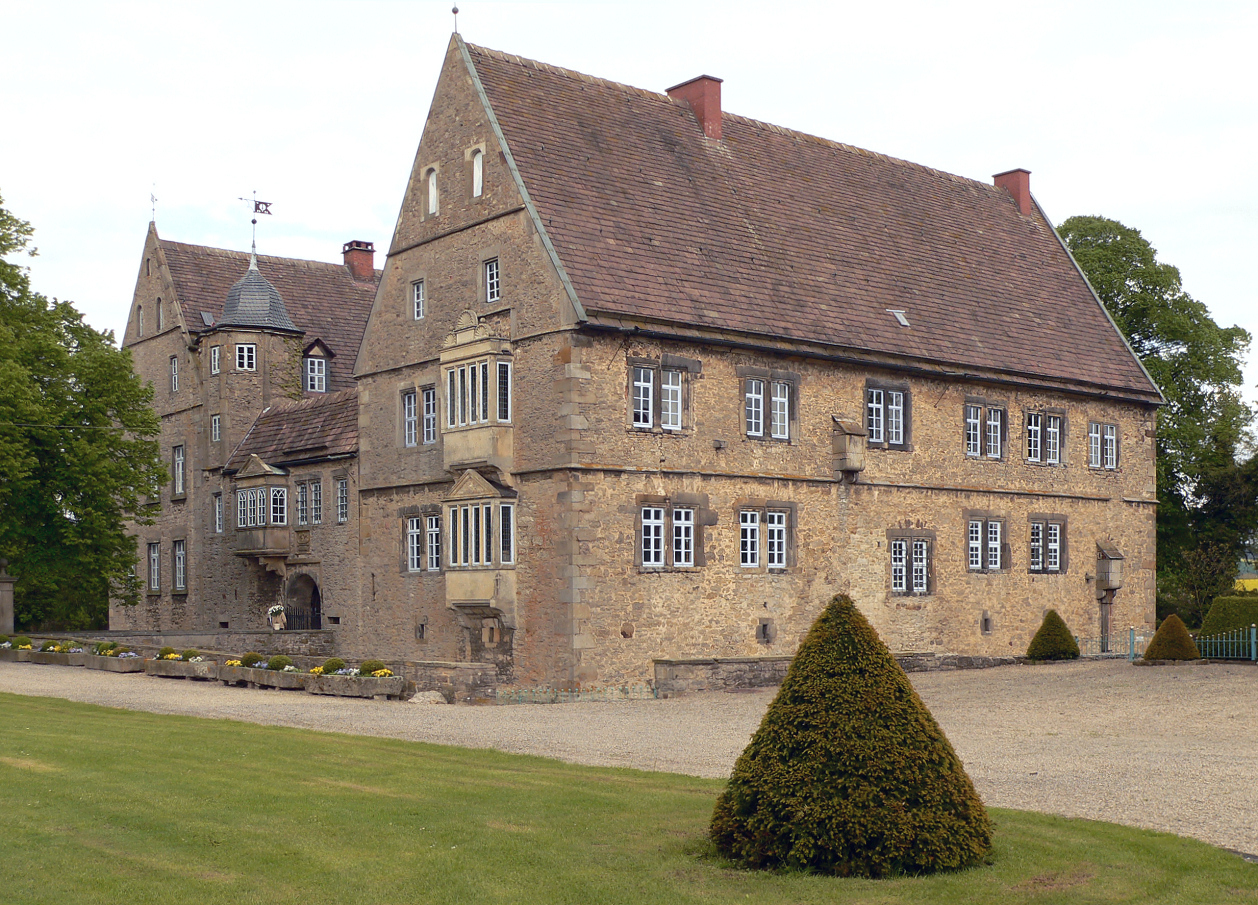
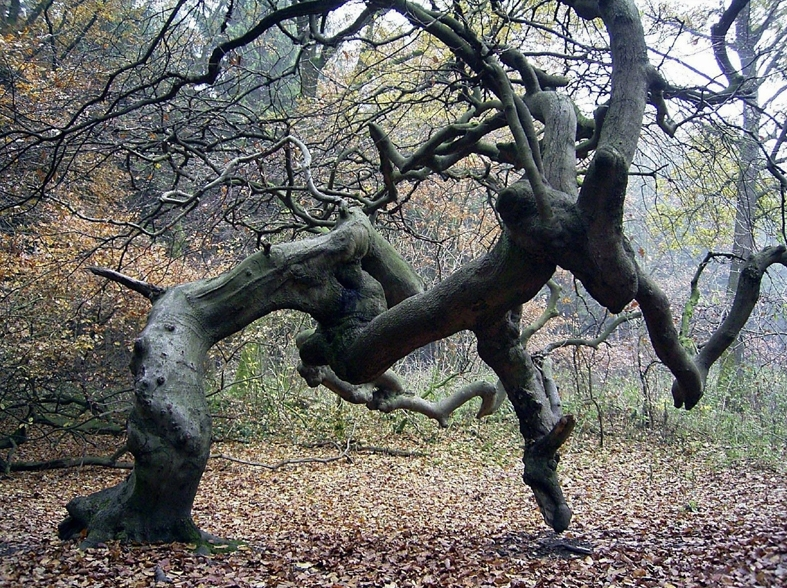